# Boks.sr
Boks.sr was van 2013 tot 2015 een Surinaams debatprogramma dat digitaal werd uitgezonden. Het is vernoemd naar 'boks', een begroetingswijze van jongeren. Het werd opgenomen in Hotel Torarica in Paramaribo.
Het programma richtte zich op jongeren tussen 18 en 24 jaar, in het bijzonder op jonge profesionals die zich na hun studie op een kruispunt bevonden. In het programma discussieerden ze over actuele onderwerpen.
Het programma was een initiatief van Radio Nederland Wereldomroep (RNW) die het opzette met aan Surinaamse zijde Radio 10 en de Academie voor Hoger Kunst- en Cultuuronderwijs. Studenten van de academie werkten mee aan de productie van het programma. RNW werkte tot medio 2015 mee aan het digitale station, waarna Boks.sr zelfstandig door zou gaan. Binnen ongeveer een half jaar hield het niettemin op te bestaan.